# DB-Baureihe 66
Die beiden Neubaulokomotiven der Baureihe 66 waren Personenzugtenderlokomotiven der Deutschen Bundesbahn.
Die Baureihe 66 war für den Eilgüterzugdienst und den Personenzugdienst auf Haupt- und Nebenbahnen der Deutschen Bundesbahn vorgesehen. Eine Höchstgeschwindigkeit von 100 km/h und eine Radsatzfahrmasse von nur 15 t boten die besten Voraussetzungen dafür. Sie sollte die Länderbahnbauarten der Baureihen 38.10, 78 und 93 ablösen. Aufgrund der zunehmenden Konkurrenz durch Diesellokomotiven blieben die beiden Exemplare der Baureihe 66 Einzelstücke, obwohl sie alle Erwartungen erfüllten und als sehr gelungene Konstruktion galten. Die Baureihe 66 war die vorletzte Dampflokomotiv-Serie, die im Zuge des DB-Neubauprogramms gebaut wurde.
Die Fahrzeuge waren mit einem geschweißten Hochleistungskessel mit Verbrennungskammer, Rollenlagern, einem Mischvorwärmer und einem geschweißten Blechrahmen ausgestattet. Da großer Wert auf die Arbeitsbedingungen von Lokführer und Heizer gelegt wurde, hatte die Baureihe 66 ein vollkommen geschlossenes Führerhaus, Oberlichtfenster, Fußbodenheizung und gepolsterte Sitze mit Rückenlehne. Ab Herbst 1957 wurden beide Loks mit Einrichtungen für den Wendezugbetrieb ausgerüstet.
Die Lokomotive mit der Betriebsnummer 66 001 wurde 1967 aufgrund eines Triebwerkschadens (Treibstangenbruch in voller Fahrt) ausgemustert und in Gießen abgestellt, dann später verschrottet. Das zweite Exemplar wurde 1968 ausgemustert.

## Verbleib

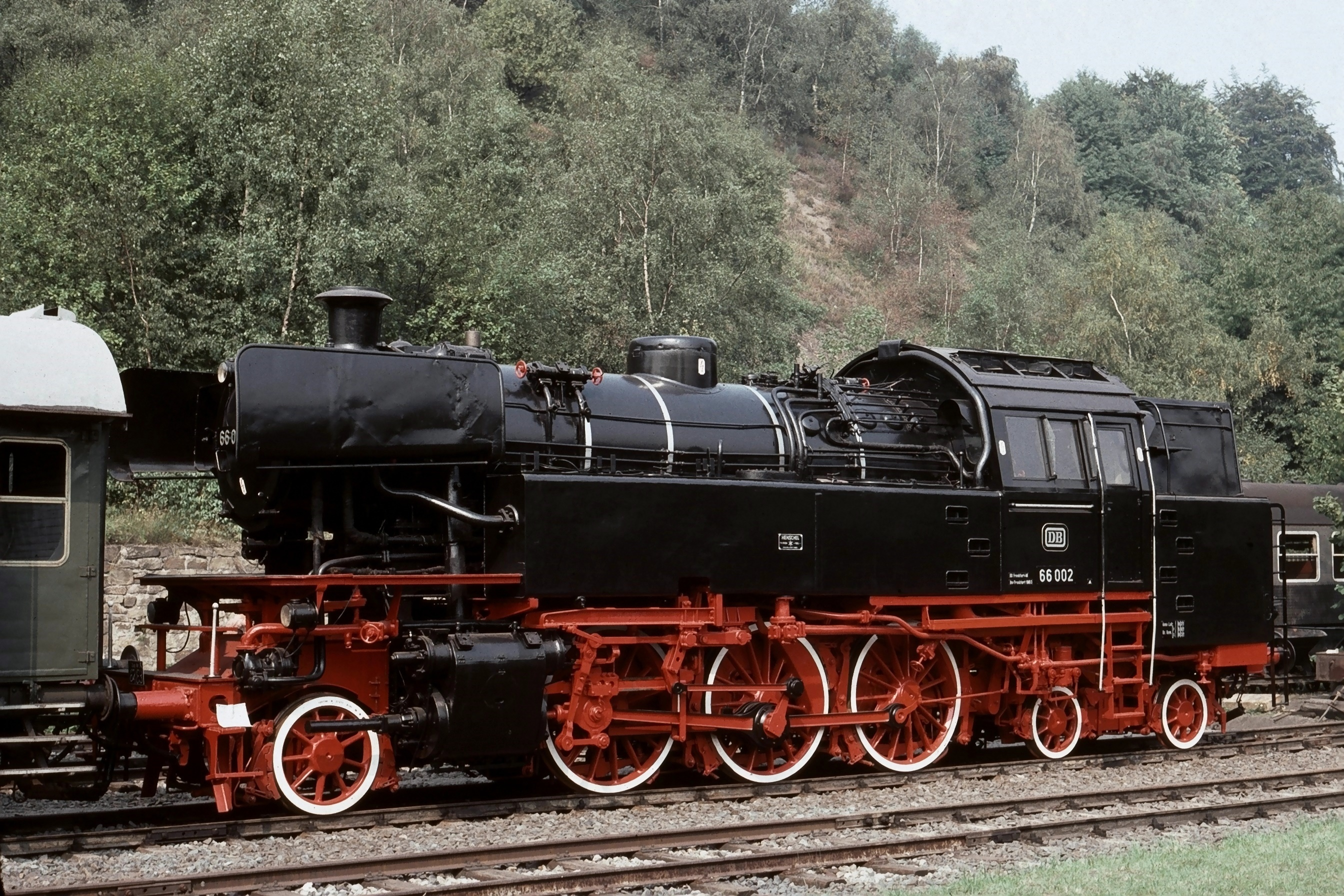
DB 66 002 im Eisenbahnmuseum Bochum-Dahlhausen (1982)

Die Lok 66 002 wurde nach ihrer Ausmusterung von der Deutschen Gesellschaft für Eisenbahngeschichte gekauft und ist im Eisenbahnmuseum Bochum beheimatet.
Von der deutschen Firma Spur 01 Modellbahnen sind digitale Modelle im Maßstab 1:87 (H0) für 2- und 3-Leitersystem der beiden Loks mit und ohne Wendezugausrüstung angekündigt.